# 北条隆博
北条 隆博（ほうじょう たかひろ、1986年5月25日 - ）は、日本の元俳優、YouTuber。身長177cm、血液型はA型。愛称は「ジョー」。愛知県名古屋市出身。本名は小嶋 隆浩（こじま たかひろ）。日本芸術高等学園卒業。

## 略歴
中学在学中の2000年に、俳優として活動を開始した。2004年には、特撮テレビドラマ『仮面ライダー剣』で、上城 睦月（かみじょう むつき） / 仮面ライダーレンゲル役を演じる。
その後、2005年の『がんばっていきまっしょい』、2007年の『ライフ〜壮絶なイジメと闘う少女の物語〜』など多くのドラマや映画に出演するが、2013年ごろに所属事務所のフォスターを退社ならびに引退。
名古屋の実家にて料理屋を営んでいると語られている。しかし、引退後も仮面ライダー関連の仕事はオファーさえあれば引き受けると決めており、2015年公開の映画『スーパーヒーロー大戦GP 仮面ライダー3号』では仮面ライダーレンゲル役として声の出演を果たしている。
2016年よりYouTubeにて『JOE ちゃんねる』を開設し、ゲーム実況の動画を中心に配信している。
2022年より活動拠点を大阪へ移し、1月21日に大阪日本橋で有限会社ジャングルと提携し「Cafe 2nd STAGE」をオープン。声優イベント「王様ジャングル」のカフェイベント『王様ジャングルカフェ』や、特撮ファンのためのイベント『英雄列伝』、往年のアニメファンのための『ノスタルジックアニメトークショー』など様々なイベントを店内で行い、そのMCを務めている。

## 人物
趣味・特技は水泳、ラグビー、ピアノ、ドラム、ギター、料理。子供のころから仮面ライダーシリーズの大ファンで、地元愛知では歴代のシリーズの番組が全部再放送されていた。好きな仮面ライダーは仮面ライダーBLACK。

## 出演

### テレビドラマ
- 中学生日記（2001年・2002年、NHK） - 隆浩 役[7]
  - シリーズ出会い ひとりぼっち（2001年4月29日）
  - シリーズ勝負 敗北クラブ（2002年6月9日） ※主演
- 真夜中は別の顔 第22話（2002年5月7日、NHK総合）
- 恋する日曜日 第8話「FOR YOU」（2003年5月25日、BS-i） - 洋介 役
- WATER BOYS（2003年7月1日 - 9月9日、フジテレビ） - 千葉 役[7]
- 仮面ライダー剣 第13話 - 最終話（2004年4月18日 - 2005年1月23日、テレビ朝日） - 上城睦月、トライアルGの声 役[8]
- H2〜君といた日々 第2話 - 最終話（2005年1月20日 - 3月24日、TBS） - 佐川周二 役[9]
- がんばっていきまっしょい（2005年7月5日 - 9月13日、関西テレビ・フジテレビ系） - 安田恭一 役[3]
- 今夜ひとりのベッドで（2005年10月20日 - 12月22日、TBS） - 藤沢拓巳 役
- ガチバカ!（2006年1月19日 - 3月23日、TBS） - 権藤鉄太（中学時代） 役
- ドラマ・ファクトリー「恋する遊び」（2006年3月19日・26日、テレビ東京）
- PS -羅生門- 警視庁東都署 第1話（2006年7月5日、テレビ朝日） - 本木勇二 役
- ライフ〜壮絶なイジメと闘う少女の物語〜（2007年6月30日 - 9月15日、フジテレビ） - 薗田優樹 役[10]
- アンデュ・ドラマ・プロジェクト「ツナガルココロ 〜3つの愛の物語〜」（2007年9月29日、中京テレビ） - 英司 役
- 侍ショートフィルム 第6話 幻想「宇宙の法則」（2008年1月20日、BS-i） - 悟 役 ※主演
- 4夜連続スペシャルドラマ「一瞬の風になれ」（2008年2月25日 - 28日、フジテレビ） - 守屋 役[11]
- ごくせん 第3シリーズ 第3話（2008年5月3日、日本テレビ） - 高杉 役[12]
- ROOKIES 第9話（2008年7月5日、TBS） - 高波 役
- 音女 第80話（2008年8月27日、テレビ朝日）
- 33分探偵 第7話（2008年9月13日、フジテレビ） - 石橋 役[13]
- 愛の劇場「ラブレター」 第36話・第37話（2009年1月19日・20日、TBS） - 佐々木翔太 役
- Q.E.D. 証明終了 第8回（2009年2月26日、NHK総合） - 千田川邦彦 役
- ドラマW「朝食亭」（2009年2月28日、WOWOW） - ひき逃げ犯・松島 役
- 漂流ネットカフェ（2009年4月11日 - 6月20日、MBS / 4月16日 - 6月25日、TBS） - 松田タカシ 役[14]
- サラリーマン金太郎2 第3話・第4話（2010年1月22日・29日、テレビ朝日） - 丸山修一 役
- 絶対零度〜未解決事件特命捜査〜 Case.4（2010年5月4日、フジテレビ） - 風間進 役[15]
- 明日の光をつかめ 第17話（2010年7月27日、東海テレビ・フジテレビ系） - 菅野直也 役
- ハンチョウ〜神南署安積班〜 シリーズ3 第9話（2010年8月30日、TBS） - 本田慶一 役[16]
- 99年の愛〜JAPANESE AMERICANS〜 第3話（2010年11月5日、TBS） - 高木 役
- おみやさん 第8シリーズ 第1話（2011年4月28日、テレビ朝日） - 秋山隼人 役
- レッスンズ（2011年11月27日、関西テレビ） - 友樹 役
- 第23回フジテレビヤングシナリオ大賞「君は空を見てるか」（2011年12月25日、フジテレビ） - 吉田康平 役
- ウルトラゾーン 第12話・第13話「いつも隣にホーがいる」（2012年1月8日・15日、tvk） - ノボル 役 ※主演
- ハズカム 春がきた（2012年5月5日、NHKワンセグ2） - 四季のコンダクター 役
- ぼくの夏休み 第9話 - 第22話（2012年7月12日 - 31日、東海テレビ・フジテレビ系） - 小野寺省吾 役
- 金曜プレステージ「女秘匿捜査官 原麻希」（2012年7月13日、フジテレビ） - 新見聡史 役[17]
- 匿名探偵 第1話（2012年10月12日、テレビ朝日） - 寺西雄介 役

### 配信ドラマ
- Heather LOVE Short Movies 第2回「ブロッコリー」（2012年10月27日、Heather公式 WEBサイト）

### 映画
- 仮面ライダーシリーズ（東映）
  - 劇場版 仮面ライダー剣 MISSING ACE（2004年9月11日、石田秀範監督） - 上城睦月 役[18]
  - スーパーヒーロー大戦GP 仮面ライダー3号（2015年3月21日、柴﨑貴行監督） - 仮面ライダーレンゲルの声 役
- 夏音 -Caonne（2006年7月29日、トリウッド、IZAM監督） - 井田健一 役
- 地下鉄に乗って（2006年10月21日、ギャガ・コミュニケーションズ・松竹、篠原哲雄監督） - 小沼昭一 役[19]
- 早咲きの花（2006年12月26日、シネボイス / シネマ・インヴェストメント、菅原浩志監督） - 水谷行彦 役[20]
- 官能小説（2007年2月17日、トルネード・フィルム、坂牧良太監督） - 椎野太一 役[21]
- 阿波DANCE（2007年8月18日、CKエンタテイメント・アットムービー、長江俊和監督） - 富田幸正 役
- 山桜（2008年5月31日、東京テアトル、篠原哲雄監督） - 浦井新之助 役[22]
- ひゃくはち（2008年8月9日、ファントム・フィルム、森義隆監督） - 星野健太郎 役
- 神様ヘルプ!（2010年8月7日、ゴー・シネマ、佐々木詳太監督） - 誉田和彦 役[23]
- 聯合艦隊司令長官 山本五十六（2011年12月23日、東映、成島出監督）
- 爆心 長崎の空（2013年7月13日、パル企画、日向寺太郎監督） - 山口光太 役[24]

### オリジナルビデオ
- 仮面ライダー剣 超バトルビデオ ブレイドVSブレイド（2004年、小学館、柴﨑貴行監督） - 上城睦月 役
- 官能小説 -愛憎編-（2007年8月31日、ポニーキャニオン、	坂牧良太監督） - 椎野太一 役
- ドロップ（2008年9月26日、Softgarage、横井健司監督） - 高岡 役
- 総長を護れ（2010年8月20日、オールインエンタテインメント、辻裕之監督） - 結城 役

### 舞台
- 劇団たいしゅう小説家 第11回公演「無敵な男達」（2006年2月1日 - 10日、東京芸術劇場 小ホール2） - 拓馬 役
- 劇団ゲキハロ 第11回公演「戦国自衛隊～女性自衛官帰還セヨ」（2011年9月16日 - 25日、サンシャイン劇場 / 9月30日 - 10月2日、イオン化粧品シアターBRAVA!） - 斉藤義明 役
- Creative Company Colors 第4回公演「ワタシュゴ ～もののけ冒険譚～」（2016年7月9日、シアターグリーン BIG TREE THEATER）

### ドラマCD
- 仮面ライダー剣 -切り札の行方-（2015年1月23日、ムービック） - 上城睦月 役[25]

### CM
- 任天堂 ニンテンドー ゲームキューブ「F-ZERO GX」（2003年）
- 江崎グリコ「ビスコ」（2003年 - 2004年）
- カルビー「夏ポテト シャボン玉篇」（2006年）
- 名古屋市観光PRムービー「マジカル名古屋ツアー」（2007年）[1]
- リクルート「ゼクシィ」（2009年）
- 農林水産省「めざましごはん」アドバイス編（2009年） - 北乃きいの兄 役
- BOAT RACE振興会「アッキーニャ編」（2010年12月 - 2011年） - 南明奈と共演[26]

### MV
- LUNKHEAD「夏の匂い」（2006年7月19日）
- ONE☆DRAFT「青春の雨（なみだ）」（2008年8月13日）
- GLAY「SAY YOUR DREAM」（2009年3月4日）
- キマグレン「バトン」（2012年6月6日）
- Good Coming「君想う唄」（2012年10月3日）

### ゲーム
- 仮面ライダーシリーズ - 仮面ライダーレンゲル 役
  - 仮面ライダー剣（2004年12月9日、PS2）
  - 仮面ライダー 超クライマックスヒーローズ（2012年11月29日、Wii・PSP）
  - 仮面ライダー サモンライド!（2014年12月4日、PS3・Wii U）
  - 仮面ライダー ストームヒーローズ 新たなる覚醒（2015年6月24日、Android / 7月2日、iOS）
  - オール仮面ライダー ライダーレボリューション（2016年12月1日、3DS）
  - 仮面ライダー シティウォーズ（2021年1月7日、Android・iOS）[27]
  - 仮面ライダーバトル ガンバライジング（2022年8月4日、アーケード）[28]
  - 仮面ライダーバトル ガンバレジェンズ（2023年、アーケード）

## ディスコグラフィ

### キャラクターソング
| 発売日        | 商品名                                     | 歌                   | 楽曲          | 出典   |
| ------------- | ------------------------------------------ | -------------------- | ------------- | ------ |
| 2004年11月3日 | 仮面ライダー剣 ソングコレクション          | 上城睦月（北条隆博） | 「HERO」      | [ 29 ] |
| 2005年1月13日 | 仮面ライダー剣 THE LAST CARD COMPLETE DECK | 上記1曲を収録        | 上記1曲を収録 | [ 30 ] |